# Assassin’s Creed Rebellion
Assassin's Creed Rebellion (укр. Кредо Асасина: Повстання) — відеогра у жанрі покрокової стратегії, розроблена Behaviour Interactive і видана Ubisoft. Події гри відбуваються під час Реконкісти в Іспанії. Братство Асасинів під проводом Агілара де Нерха борються з інквізицією. У грі представлені відомі асасини, такі як Еціо Аудіторе, його сестра Клаудія, Шао Цзюнь і Нікколо Макіавеллі, а також понад 50 нових персонажів, створених спеціально для Rebellion.

## Ігролад
У грі є штаб-квартира Братства, де можна навчати асасинів і створювати нові предмети та спорядження. У міру того, як гравець підвищує рівень свого братства, стають доступними додаткові кімнати та інший контент, що відкриває нові можливості для поліпшення.
Гравець також може відправляти команди з трьох асасинів на різні місії. Різні навички та комбінації персонажів краще підходять для одних місій, ніж для інших. Крім того, тип виконаних місій вплине на розвиток асасинів: стандартні місії є ключовими для збору ресурсів для поліпшення асасинів гравця, тоді як місії з видобутку приноситимуть матеріали для виготовлення. Нових асасинів можна розблоковувати, збираючи фрагменти їхньої ДНК у сюжетних місіях або місіях «Спадщина».

## Сюжет
Приєднуйтесь до Еціо, Агілара, Шао Цзюнь і багатьох інших асасинів одночасно. За допомогою нової версії Анімуса переживіть події Реконкісти та об'єднайтеся проти тамплієрів і гноблення, що вирує в Іспанії. Відкрийте для себе заново легенди Братства Асасинів, як ніколи раніше. Об'єднайтеся з більш ніж 40 персонажами, включаючи легендарних, а також ексклюзивних нових персонажів. Побувайте в різних епохах, від Стародавнього Єгипту до Французької Революції.

## Розробка
Перше офіційне підтвердження розробки гри з'явилося 27 червня 2017 року, коли на новоствореній сторінці Assassin's Creed: Rebellion у Facebook було випущено тизер гри з YouTube. Невдовзі після цього було випущено офіційний ключовий арт. Жодної нової інформації щодо гри не з'являлося до 30 серпня 2017 року, коли на сторінці у Facebook було оголошено, що гра запущена в Новій Зеландії.
11 жовтня 2018 року було оголошено, що відкрите бета-тестування знаходиться на завершальній стадії і що гравці можуть попередньо зареєструватися на повноцінний запуск гри 21 листопада 2018 року та отримати ексклюзивні нагороди. З 21 по 30 листопада включно кожен гравець, який попередньо зареєструвався у ранньому доступі, міг отримати винагороду, яка залежала від загальної кількості зареєстрованих користувачів.
До 7 листопада 2018 року необхідні два мільйони користувачів зареєструвалися для розблокування найвищого рівня нагород, а до 16 листопада всі нагороди були розблоковані. Гравців, які вже завантажили гру, уникнувши таким чином необхідності попередньої реєстрації, розробники запевнили, що для отримання нагород їм потрібно буде лише пограти в гру в будь-який час між вищезгаданими датами.
Саме в цей час з'явилася підписка Animus Premium Access. За щомісячну плату в розмірі 9 доларів США або еквівалент у регіональній валюті гравці могли прискорити свій ігровий прогрес, отримуючи на 20 % більше щоденних нагород за вхід у гру та щоденні завдання, на 20 % швидшу регенерацію жетонів невдач і на 20 % швидші таймери у всіх кімнатах штабу. В рамках акції, присвяченої нещодавньому виходу Assassin's Creed Odyssey, Алексіос і Кассандра були додані до списку Героїв.

## Сприйняття
Assassin's Creed Rebellion отримала змішані відгуки, згідно з агрегатором рецензій Metacritic.
Лукі Дель з Eurogamer зазначив, що в грі «приємна» графіка і звук. Сайт Jeuxvideo.com назвав гру «захопливою».